# Gargoyles
Gargoyles (no Brasil, Os Gárgulas, e em Portugal, As Gárgulas) é uma série animada estadunidense. Transmitida originalmente nos Estados Unidos entre 24 de outubro de 1994 e 15 de fevereiro de 1997, foi considerada uma das séries mais ambiciosas da Disney por ser dirigida a um público mais adulto e com um tom mais sombrio.[carece de fontes?] Esta série televisiva teve uma vida mais curta nas histórias em quadrinhos, tendo sido publicados apenas 11 números pela Marvel Comics em 1995.
A série é conhecida por seu complexo histórico e dramático. Um claro exemplo disso é o capítulo "Força Mortal" da primeira temporada o qual mostra as consequências da violência com armas, incluído uma cena explícita de ferimento a bala. O desenrolar dos personagens pode-se ver claramente ao longo da série que, inicialmente, está relacionada com histórias medievais, particularmente com reis e princesas da Escócia, e também com a mitologia mundial como, por exemplo, o Rei Artur e a mitologia nórdica, a mitologia grega, a mitologia egípcia, além de obras de William Shakespeare como Sonho de uma Noite de Verão e Macbeth.
Quando a série foi cancelada, os fãs pressionaram a Disney a continuar com um novo material e, atualmente, a série ganhou continuidade em uma revista em quadrinhos, de mesmo nome (Gargoyles), escrita por Weisman e produzida por Slave Labor Graphics.

## Influências
O cocriador da série, Greg Weisman, um ex professor de inglês alegou que seu objetivo era incorporar à série todos os mitos e lendas possíveis. Nota-se forte influência da literatura shakespeariana em diversos personagens: Desdemona, Macbeth, Oberon, Titania (Anastácia), dentre outros.
Weisman também buscou inspiração nas séries (Ursinhos Gummi e Hill Street Blues que inspirou o formato de histórias independentes entre os personagens.
Inicialmente, Gargoyles (Os Gárgulas), seria uma comédia voltada para o público infantil assim como Gummi Bears (Ursinhos Gummi) mas, com o passar do tempo, foi adquirindo um tom mais sombrio até adquirir o formato que se conhece.
Nota-se, também, influências da série Bonkers e do filme A Bela e a Fera que serviram como inspiração para a relação entre Elisa Maza e Golias. Ressalte que, no capítulo "O olho do espectador" Elisa, durante o Halloween, fantasia-se de Bela e caminha pelas ruas ao lado de Golias.

## Trama
A série apresenta um clã de criaturas guerreiras conhecidas como Gárgulas que transformam-se em pedra durante o dia. Liderados por Golias, no ano de 994 D.C., protegem o castelo Wyvern e seus moradores, na costa da Escócia. Contudo, devido a uma traição, o clã é massacrado e um feitiço é lançado nos poucos sobreviventes que são condenados a dormirem como pedras até que o castelo seja elevado por sobre as nuvens. Assim, em 1994, um bilionário chamado David Xanatos compra o castelo e o leva para o alto de seu arranha-céu em Nova York, rompendo o feitiço.
Despertando na Manhattan dos dias atuais, os gárgulas decidem se adaptar ao novo mundo e a proteger os cidadãos de Nova York. Contudo, devido à sua aparência, são forçados a se esconderem das pessoas que os temem, com exceção da detetive Elisa Maza.

## Personagens
A série apresenta muitos gárgulas, humanos e criaturas mitológicas. Ainda que os criadores da série considerem que as histórias são independentes, elas giram em torno de Golias e seu clã.

### Gárgulas
- Golias: O único Gárgula cujo nome foi dado pelos humanos que moravam no Castelo Wyvern como forma de agradecer por sua bondade e proteção.
- Broadway, Brooklyn e Lexington: São os três gárgulas principais amigos de Golias. Cada um possui uma personalidade e um físico diferente: o bonachão, o responsável e o aventureiro, respectivamente. Escolheram seus nomes ao lerem os nomes das pontes, bairros e ruas de Nova York.
- Hudson: É o gárgula ancião sendo o conselheiro de Golias em suas missões. Esse personagem possui uma cicatriz em um de seus olhos, ferimento de uma de suas batalhas.
- Bronx: É o gárgula mascote do grupo, podendo ser considerado como um cachorro. Acompanha Golias em suas missões e, não muito raramente, tem papel vital no sucesso delas.
- Demona: Foi o grande amor de Golias e sua esposa na época medieval. Seu nome lhe foi dado por Macbeth que a convenceu de que Golias havia traído sua espécie e, dessa forma, a transformou em aliada. Contudo, aos poucos, Demona abandonou seus aliados e, tomada de um profundo ódio pelos gárgulas e pelos humanos, agia contra eles por vezes sozinha, por vezes aliando-se a Xanatos ou Macbeth. Ao final da série, Demona fica em paz consigo mesma graças a única "pessoa" que conseguiu chegar a seu coração: sua filha Angela.
- Angela: Filha de Golias e Demona que vivia em Avalon. Junta-se a Golias com a finalidade de retirar o ódio do coração de sua mãe.
- Coldstone, Coldfire e Coldsteel: inspirado na obra de de William Shakespeare, Othello, esse é o melhor amigo de Golias que acreditavam estar morto. Foi salvo por Xanatos e transformado num ser virtual com corpo robótico pertencente ao Clã de Acero de Xanatos. Mais tarde foi manipulado por Desdemona para destruir Golias.

### Humanos
- Elisa Maza: Detetive que teve contato com os gárgulas quando estes despertaram em Manhattan e, devido ao simpatia que cultivou por eles, decidiu guardar o segredo de suas existências. Na trama, além de participar de diversas missões, enamora-se por Golias que, até certo ponto, correspondia a seus sentimentos. Esse amor aparentemente impossível sempre foi parte da magia da série até o final. Elisa possui um irmão, Dereck, que devido a uma armadilha de Xanatos, acaba se transformando em Talon, líder do grupo de mutantes cujo objetivo é eliminar os gárgulas.
- David Xanatos: Principal vilão da série acaba se convertendo e ajudando Golias como forma de agradecimento por ter salvo seu filho. Seu nome, David possui origem biblica, ja que David foi quem derrotou Golias, e seu sobrenome Xanatos vem de Thanatos que, em grego, significa Morte.
- Owen Burnett: O mordomo fiel de Xanatos que, na realidade, não era outro senão o filho mais perigoso do Rei Oberon de Avalon, que se infiltrou na mansão de Xanatos a fim de cuidar de seus próprios assuntos. Puck foi quem enfeitiçou Demona para que, durante o dia, possuísse forma humana.
- MacBeth: Unido a um feitiço por Desdemona, cuja imortalidade só terá fim quando um matar o outro. Conhecido também como Lennox MacDuff.
- Matt Bluestone: Companheiro da detetive Elisa, descobre sobre os Gárgulas e decide pesquisar sobre a lenda dos Iluminatti.
- Anton Sevarius: Cientista aliado à Xanatos que cria os gárgulas mutantes, clones de Golias.
- A Matilha: Formada por Raposa, Dingo, Lobo, Chacal, Hiena e Coyote são criminosos contratados por Xanatos para caçarem os Gárgulas. Ao longo da série, Xanatos e Raposa se apaixonam e o grupo se dissolve. Mais tarde, Raposa e Xanatos acabam tendo um filho: Alexandre.
- Tony Dracon: Chefe da máfia de Manhattan e inimigo da Detetive Elisa.

### Deuses
- Rei Oberon e seus filhos: Considerada a terceira raça viva no universo, juntamente com os humanos e gárgulas, o Rei Oberon e seus filhos governavam a cidade de Avalon. Era um deus e estava casado com a Rainha Titania que, na realidade, era Anastasia, mãe de Raposa, que a abandonou quando era criança. A obsessão de Oberon era de reunir todos os seus filhos para iniciar uma nova era (illuminati) no mundo.

### Clones
- Alexander Tailog: Arqui-rival De Golias, Amado Malvado de Desdemona, Apareceu no Episódio 29, apesar de golias não gostar dele e de Desdemona, porque é um clone criado por Severius, é uma Gargula Clone do Mal com poderes terríveis para eliminar todo o mundo.

## Dublagem brasileira
- Alexandre Moreno - Brooklyn
- Márcio Simões - Xanatos
- Guilherme Briggs - Oberon
- Hamilton Ricardo (1.0 e 1.02, 1.11 e 1.13) / Manolo Rey (2.21, 2.22, 2.37 e 2.42)
- Maurício Berger - Golias[1]

## Quadrinhos

### Disney
A série Gargoyles foi publicada na revista "Disney Adventures", totalizando 11 histórias das quais, duas delas, serviram de inspiração a dois episódios na série televisiva.

### Marvel
Em 1995 a Marvel lançou uma série de quadrinhos chamada Gargoyles. As revistas não deram continuidade a série da TV mas mostravam eventos particulares. Greg Weisman, o co-creador da série, não teve participação direta nos quadrinhos mas foi consultado para assegurar certa fidelidade à trama. Foram 11 números no total e há um scripit para o 12º volume, escrito por Weisman, que nunca foi publicado. Os quadrinhos da Marvel são mais sombrios que a série original da TV, mostrando vários experimentos feitos por Xanatos para criar bestas e máquinas para derrotar os Gárgulas.

### Slave Labor Graphics
Em 21 de junho de 2006, Slave Labor Graphics juntamente com CreatureComics.com, começaram a produzir um novo quadrinho dos Gárgulas escrito pelo criador da série Greg Weisman. Os quadrinhos continuaram a história da série animada, seguindo imediatamente depois do final da segunda temporada: "A lua do caçador, Parte 3"
Em 28 de novembro de 2007 foi lançado a primeira minissérie da série oficial intitulado "Bad Guys" composta de 6 volumes, com desenhos em preto e branco.
As histórias em quadrinhos estão disponíveis apenas na língua inglesa.

## Dynamite Entertainment
Em 22 de julho de 2022, foi anunciado que uma nova história em quadrinhos do Gargoyles intitulada Gargoyles Season 4 seria publicada pela Dynamite Entertainment. As 18 edições produzidas sob a Slave Labor Graphics permanecem como a terceira temporada canônica em vez de The Goliath Chronicles. Greg Weisman escreverá os quadrinhos. Em 29 de outubro de 2022, a Dynamite Entertainment anunciou que recebeu 100.000 pré-encomendas da primeira edição, tornando-se o quadrinho mais vendido do ano pela Dynamite.

## VHS e DVDs
Em 1995, foi lançado em VHS os 5 primeiros episódios da série sob o título "Gargoyles, o filme: Os Herois Despertam". Mais tarde, foram lançados outros 4 VHS, completando os 13 capítulos iniciais da primeira temporada:
- The Hunted (O Caçador) lançado em outubro 1995, contendo os episódios “ The Thrill Of The Hunt" (A Emoção da Caça) e "Temptation" (Tentação)
- The Force Of Macbeth (A Força de Macbeth) lançado em outubro 1995, contendo os episódios "Deadly Force" (A Força Mortal) e Enter Macbeth (Macbeth)
- Deeds Of Deception (Ações da Decepção) lançado em abril 1996, contendo os episódios The Edge (A Borda) e "Long Way To Morning" (Longo Caminho do Amanhã)
- Brothers Betrayed (Irmãos Traídos) lançado em abril 1996, contendo os episódios Her Brother's Keeper e Reawakening.

No ano de 2004, para comemorar o décimo aniversário da série, foi lançado um DVD com a primeira temporada. e, em dezembro de 2005, foi lançada a primeira metade da segunda temporada. Ambos os DVDs estão disponíveis apenas no idioma inglês com legendas também em inglês.
Em 30 de Junho de 2006, Weisman anunciou na convenção anual "Gathering of the Gargoyles" em Los Angeles, que a Disney não pretendia lançar o DVD com a segunda metade da segunda temporada já que, segundo suas palavras, "O volume 1 não vendeu cópias o suficientes".

## Gargoyles - The Goliath Chronicles
Em 1996, a Disney criou uma extensão da série original chamada Gargoyles - The Goliath Chronicles. Essa nova série não era considerada por boa parte dos fãs como parte oficial da franquia, com exceção do episódio piloto, embora muitas fontes considerassem as 2 séries como sendo a mesma coisa. As críticas recebidas eram, além da animação várias vezes precária, o fato do criador original, Greg Weisman, não ter aparecido depois do episódio piloto para produzir e roteirizar o desenho. Weisman concorda e está atualmente escrevendo uma continuação em quadrinhos da série animada original que remove a maioria dos eventos ocorridos nessa série.

## Jogos
Em 1995, a série ganhou um jogo produzido para Sega Genesis e, cogitou-se a possibilidade de ser lançado uma versão para o Super Nintendo.
A trama gira em torno da destruição do mundo pelo Olho de Odin. Apesar do estilo plataforma do jogo, o mesmo não teve boa aceitação pelo público.

## Processo Legal
O artista Joe Tomasini, orindo de Nova York, reivindicou da Disney direitos autorais alegando que seus projetos e telas foram copiados. Contudo, durante o processo, ficou provado que a Disney não teve acesso às criações do artista e, portanto, as alegações de plágio eram infundadas.